# Koyaanisqatsi
Koyaanisqatsi – En verden ude af balance er en dokumentarfilm fra 1982, instrueret af Godfrey Reggio, fotograferet af Ron Fricke og med musik af den minimalistiske komponist Philip Glass. Filmen havde dansk premiere 9. november 1984.
Gennem billedsekvenser i slow og fast motion og helt uden dialog viser filmen kontrasten mellem naturens smukkeste steder og storbyens stress, larm og forurening. Filmen har opnået kultstatus i mange vestlige lande, den er blevet et symbol på Francis Ford Coppolas opgør med den etablerede filmverden, som han siden er blevet en del af. Filmen var finansieret af Coppolas første budget til Dommedag nu.
Filmen har fået opfølgerne Powaqqatsi – Life in Transformation  og Naqoyqatsi – Life as War

## Musik
Tekst mangler, hjælp os med at skrive teksten